# 王尚直
王尚直（1524年—？），字舉之，號松坡，北直隸永平府昌黎縣人，民籍，明朝政治人物。

## 生平
嘉靖三十一年（1552年）壬子科順天府鄉試第七十八名舉人。嘉靖三十五年（1556年）中式丙辰科三甲第四十三名進士。礼部观政，授山西襄垣縣知縣，三十八年擢工部主事，三十九年升员外，四十一年升郎中，四十四年疏請养病。

## 家族
曾祖王英；祖父王恭，贈監察御史；父王乾，母郭氏。兄尚質（省祭）、尚志、尚賢（歲贡）。